# Бондар Григорій Григорович
Григо́рій Григо́рович Бо́ндар (порт. Gregório Bondar — укр. Грегоріо Бондар; 18 листопада 1881, с. Мала Бурімка Золотоніський повіт, Полтавської губернії, Російська імперія (тепер Чорнобаївський район на Черкащині) — 20 лютого 1959, Салвадор, Бразилія) — бразильський агроном, ботанік, міколог, фітопатолог, ентомолог українського походження.

## Біографія
Батьки його були становими козаками (дрібною шляхтою)[джерело?], що володіли у Малій Бурімці 5 га землі. У 1892 р. Григорій закінчив місцеву школу, а два роки по тому родина переїхала до Єнісейської губернії у Сибіру. Приблизно рік Григорій працював на землі, потім пішов дрібним чиновником до органів місцевої влади. У 1899—1902 роках здобував освіту у Красноярську, яка дала йому змогу стати вчителем начальної школи у Єнісейську.
1905-го року Григорія Бондаря мобілізували до війська (тривала Російсько-японська війна. Але того ж року його заарештували за підривну пропаганду. Завдяки Жовтневому маніфесту вийшов з-за ґрат і приєднався до збройного повстання у Красноярську. Його знов заарештували 20 травня 1906 року.
Ймовірно, йому вдалося втекти або звільнитися. В усякому разі, він емігрував до Маньчжурії із документами на ім'я Григорія Когутовського. У Північному Китаї він працював учителем в Хайларському районі. У 1908 році він емігрував до Франції. Там одержав (1910) диплом агронома в сільськогосподарському інституті Університету Нансі і переїхав до Бразилії.
Попервах працював найманим фотографом на кафедрі патології рослин у Агрономічному інституті Кампінаса (1911—1913). Одержавши бразильське громадянство, він став професором зоології і ентомології вищого сільськогосподарського коледжу Луїса де Кейруша Університету Сан-Паулу.
На початку 1916 року Бондар повернувся до Росії, маючи намір узяти участь у Першій світовій війні. Він закінчив військове училище, але був затриманий за обвинуваченням 1905 року і кинутий до Петербурзької в'язниці. Амністія політичним ув'язненим (лютий 1917), надана Тимчасовим урядом, звільнила його. Маючи політично помірні погляди, він узяв бік Білого руху і зрештою обійняв посаду заступника губернатора Єнісейської губернії. На цій посаді критикував жорсткі каральні методи боротьби з повсталим селянством, вважаючи, що вони ще більше погіршили становище і підірвали у населення престиж колчаківської влади. Натомість звернувся до повстанців з миротворчою відозвою, яка не досягла мети. Після поразки від червоних вчергове був заарештований і 24 грудня 1919 року засуджений до смертної кари. Однак, вирок не здійснили, а 1920-го року Григорія Григоровича звільнили, зобов'язавши організувати боротьбу з сараною на півдні губернії. На шляху до нового місця роботи йому вдалося втекти до Монголії.
Подальший маршрут його мандрів — Маньчжурія, Корея, Японія. У вересні 1920 року на пароплаві «Чикаго Мару» він прибув до Сантуса (Сан-Паулу, Бразилія). Наступного року він почав працювати ентомологом й патологоанатомом у департаменті сільського господарства в місті Салвадор штату Баїя. 1932-го року його перевели до Інституту какао у тому ж штаті. У 1938 році він стає технічним консультантом Центрального інституту економічного розвитку Баїї. Бондар очолював експериментальну станцію Інституту какао. Деякий час помічником у нього був відомий австрійсько-парагвайський фотограф і натураліст Адольфо Марія Фрідріх. Наприкінці 1932 року до Багії (колишня назва міста Салвадор) приїхав російський генетик і селекціонер Микола Іванович Вавилов, що саме подорожував Бразилією. Він відвідав Інститут какао і з подивом дізнався, що директором цієї установи є його земляк Григорій Бондар (У своїй книзі «П'ять континентів» Микола Вавилов описує цей епізод, але помилково називає Григорія Бондара «рос. Мирон Филиппович Бондарь»).

### Родина
Донька Грегоріо Бондаря Джейсі Бондар Ногейра (порт. Jacy Bondar Nogueira) закінчила у 1937 році Школу сільського господарства Баїї. Джейсі, як і батько, захоплювалася ентомологією. Вона є співавтором видання «Glossário de palmeiras: oleaginosas e ceríferas» (укр. «Глосарій пальм: насіння олійних і зернових»), яке було видане Міністерством сільського господарства Бразилії 1950 року.

## Наукова діяльність

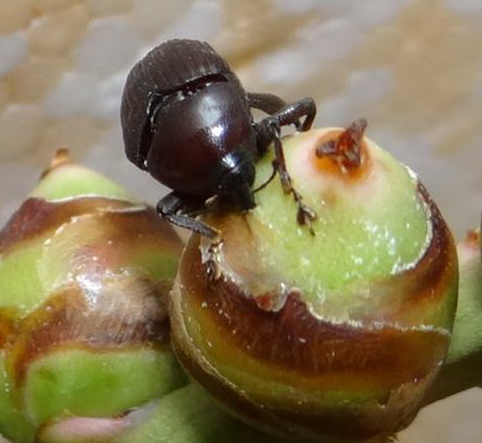
Вперше описаний Г. Бондарем жук-довгоносик Revena plaumanni Bondar, 1943 — шкідник плодів пальми Butia capitata у Бразилії

Автор понад 200 наукових робіт. Бондар описав кілька нових видів пальм (Arecaceae). Він також опублікував кілька статей з економічної ботаніки рослин із родин Apocynaceae, Euphorbiaceae, Araceae та Arecaceae. Його книга «Palmeiras do Brasil» була опублікована посмертно, в 1964 році, Інститутом ботаніки Сан-Паулу. Грегоріу Бондар описав як нові для науки:
- принаймні, 12 видів пальм родини Arecaceae;
- майже 400 видів комах (Insecta), в тому числі:

35 родів і близько 300 видів жуків (Coleoptera);
11 родів клопів (Hemiptera);
2 роди трипсів (Thysanoptera);
318 видів жуків-довгоносиків (Curculionidae).
Деяких із зібраних ним нових видів жуків він свідомо передав для першоопису французькому ентомологові Альфонсу Юсташу, знавцю тропічних довгоносиків, з яким підтримував листування до початку війни в Європі. Як ентомолог спеціалізувався на вивченні саме жуків-довгоносиків, причому найбільше його цікавила біологія цих комах, їх зв'язки з рослинами. Зібрав колекцію, що налічувала понад 16 тисяч екземплярів довгоносиків Південної Америки. Цю колекцію придбав Девід Рокфеллер старший і подарував її Американському музею природознавства (англ. American Museum of Natural History, New York City). Окремі зразки нових видів Г. Бондар передавав на зберігання до знаних музеїв Європи (у Берліні, Парижі, Лондоні), а також США (Чикаго, Вашингтон), Бразилії (Ріо-де-Жанейро, Сан-Паулу) і Аргентини (Тукуман).
У галузі фітопатології виявив бактеріальну гниль маніоки. Описав Xanthomonas campestris pv. manihotis — збудника гомозу маніоки.
Він описав 318 видів комах, у тому числі багато шкідників досліджуваних ним рослин. Колекція Бондара була придбана Девідом Рокфеллером і передана в дар Американському музею природознавства, включно з типовими зразками. Більшість його ентомологічних досліджень була опублікована в серії статей під назвою Notas Entomológicas da Baía, опублікована між 1937 і 1950 роками в журналі Revista de Entomologia.

### Деякі праці
- Gregorio Bondar. A Cultura do Cacao na Bahia, São Paulo, Empresa Gráfica da Revista dos Tribunais, 1938
- Gregorio Bondar. New palms of Bahia. Field Museum of Natural History. Botanical series ; v. 22, no. 9, Chicago, 1942
- Gregorio Bondar. Os insectas damninhos na agricultura. Secretaria de agricultura, industria, e commercio, S. Paulo 1950
- Gregório Gregorievitch Bondar. A Cultura do Coqueiro (cocos nucifera) no Brasil. Tipografia Naval, 1955
- Gregorio Bondar.Palmeiras do Brasil.Instituto de Botânica de São Paulo, 1964.

## Вшанування пам'яті
15 лютого 2023 року у місті Золотоноша вулицю Павлова перейменували на вулицю Григорія Бондаря.
У місті Салвадор (Бразилія) є вулиця Григорія Бондаря (порт. Rua Gregório Bondar).
На честь Грегоріо Бондара названі 3 роди комах:
- Bondaria Sampson & Drews(інші мови) 1941 (Hemiptera);
- Bondariella(інші мови) Hustache(інші мови) 1942 (Coleoptera);
- Bondarius Rosado-Neto 2006 (Coleoptera).

Майже 50 видів рослин також носять його ім'я.
В місті Санта-Крус-Кабралія (штат Баїя) 1968 року відкрито дослідну станцію, що названа ім'ям Григорія Бондара (порт. Estação Experimental Gregório Bondar). На цій станції розроблена програма диверсифікації різних культур, таких як: кокос, банан, вишня, сметанне яблуко, пальмова олія, ананас, помаранча і кавун.
В той же час, також розроблені дослідження для поліпшення врожайності гевеї бразильської і виведення нових сортів какао.
Американський поет Вільям Стенлі Мервін присвятив Бондарю один з віршів у своїй збірці «Подорожі» (англ. «Travels») 1993 року. Мервін зображує видатного ботаніка, який залишає досліджувані ним джунглі задля повернення на батьківщину, де його можуть убити. Уривок з вірша описує почуття відірваного від батьківщини науковця:
|  | …Він був уже цілком вправний у мові оскільки не чув інших і всі новини з Росії, що досягали його, мовили португальською деякий час до того, як прибули старі багатотижневі газети з Франції і ще старіші листи російською, як лахміття сухого листя минулого сезону. Оригінальний текст (англ.) he was already quite fluent in the language since he heard no other and any news of Russia that reached him did so in Portuguese some time before the papers arrived weeks old from France and the still older letters in Russian like broken pieces of dry leaves out of a season. |